# Nanette of the Wilds
Nanette of the Wilds è un film muto del 1916 diretto da Joseph Kaufman. Prodotto dalla Famous Players Film Company e distribuito dalla Paramount, aveva come interpreti Pauline Frederick, Willard Mack, Macey Harlam, Charles Brandt, Frank Joyner, Daniel Pennell, Wallace MacDonald.
I due attori protagonisti, Pauline Frederick e Willard Mack - autore anche della storia - si sarebbero sposati di lì a poco.

## Trama
Nanette è figlia del capo di una banda di contrabbandieri. La sua è sempre stata una vita pacifica ma, quando Baptiste, uno dei membri della banda, uccide la moglie, la polizia viene per investigare sul fatto. L'agente Thomas O'Brien della polizia a cavallo è incaricato non solo di arrestare l'omicida ma anche delle indagini sui contrabbandieri. Lui e Nanette cominciano a simpatizzare fino ad innamorarsi. Ma la giovane, ignorando la vera natura del crimine di Baptiste, lo aiuta a fuggire. Scoprendo poi che è un assassino, si pente e collabora attivamente con O'Brien per catturare il ricercato, assicurandosi però che il padre e il resto della banda siano al sicuro dalla legge. Dopo aver preso Baptiste, Tom promette di ritornare per Nanette.

## Produzione
Il film, il cui titolo originale era Minette o' the Woods fu prodotto dalla Famous Players Film Company.

## Distribuzione
Il copyright del film, richiesto dalla Famous Players Film Co., fu registrato il 24 novembre 1916 con il numero LP9596.
Distribuito dalla Paramount Pictures e Famous Players-Lasky Corporation, uscì nelle sale cinematografiche statunitensi il 26 novembre 1916.
Non si conoscono copie ancora esistenti della pellicola che viene considerata presumibilmente perduta.